# Sheohar
Sheohar è una città dell'India di 21.327 abitanti, capoluogo del distretto di Sheohar, nello stato federato del Bihar. In base al numero di abitanti la città rientra nella classe III (da 20.000 a 49.999 persone).

## Geografia fisica
La città è situata a 26° 31' 0 N e 85° 17' 60 E e ha un'altitudine di 52 m s.l.m..

## Società

### Evoluzione demografica
Al censimento del 2001 la popolazione di Sheohar assommava a 21.327 persone, delle quali 11.354 maschi e 9.973 femmine. I bambini di età inferiore o uguale ai sei anni assommavano a 4.336, dei quali 2.255 maschi e 2.081 femmine. Infine, coloro che erano in grado di saper almeno leggere e scrivere erano 7.464, dei quali 4.992 maschi e 2.472 femmine.